# Champigny-en-Beauce
Champigny-en-Beauce ist eine französische Gemeinde mit 607 Einwohnern (Stand: 1. Januar 2022) im Département Loir-et-Cher in der Region Centre-Val de Loire. Sie gehört zum Arrondissement Blois, zum Kanton Veuzain-sur-Loire und zum Gemeindeverband Agglomération de Blois. 

## Geografie
Die Gemeinde Champigny-en-Beauce liegt etwa 14 Kilometer nordnordwestlich von Blois an der Cisse. Nachbargemeinden von Champigny-en-Beauce sind Selommes im Nordwesten und Norden, Rhodon im Norden, Conan im Nordosten und Osten, Averdon im Südosten und Süden, La Chapelle-Vendômoise im Süden, Villefrancœur im Südwesten und Westen sowie Villemardy im Westen und Nordwesten.

## Bevölkerungsentwicklung
| Jahr                       | 1962 | 1968 | 1975 | 1982 | 1990 | 1999 | 2006 | 2013 | 2021 |
| Einwohner                  | 507  | 462  | 438  | 472  | 481  | 553  | 631  | 592  | 619  |
| Quellen: Cassini und INSEE |      |      |      |      |      |      |      |      |      |

## Sehenswürdigkeiten
- Kirche Saint-Félix aus dem 12./13. Jahrhundert

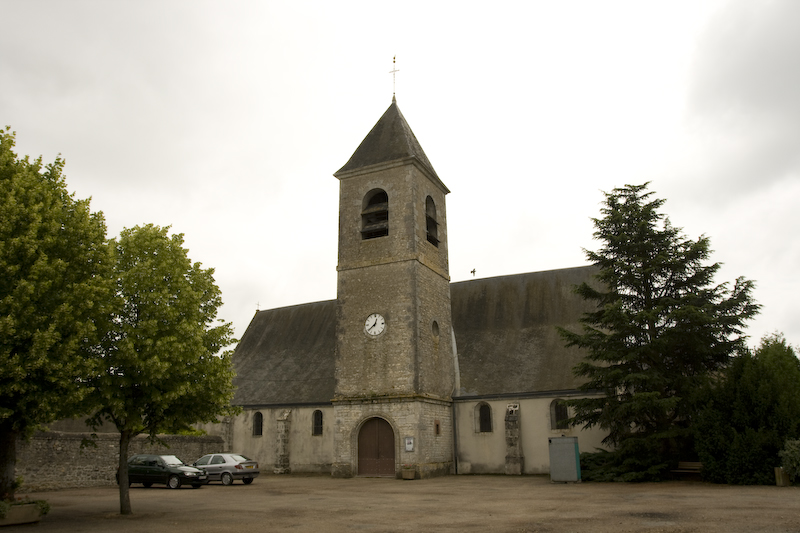
Kirche Saint-Félix

- Schloss La Fontaine
- Wasserturm